# São João da Chapada
São João da Chapada é um distrito do município brasileiro de Diamantina, no interior do estado de Minas Gerais. Segundo o censo demográfico de 2022, realizado pelo Instituto Brasileiro de Geografia e Estatística (IBGE), sua população era de 914 habitantes e havia 340 domicílios particulares permanentes ocupados. Possui área de 425,96 km² conforme a Fundação João Pinheiro (FJP). Foi criado pela lei provincial nº 1.103 de 16 de setembro de 1861.
De acordo com o IBGE, em 2010 a população era de 1 581 habitantes e havia 730 domicílios particulares.
Está localizado no entorno do Parque Nacional das Sempre-Vivas, na Serra do Espinhaço.